# راحاوات
الراحاوات (الاسم العلمي: Palmariales)، رتبة طحالب بحرية. وتشمل الأعشاب البحرية الصالحة للأكل (راحية خوصية).